# Покровское (Рязанская область)
Покровское — село в России, расположено в Ухоловском районе Рязанской области. Входит в состав Ольховского сельского поселения.

## Географическое положение
Село Покровское находится примерно в 12 км к северу от Ухолово на реке Малая Мостья.

## История
Покровская церковь в селе Покровское впервые упоминается в окладных книгах за 1676 год..
Усадьба основана в первой трети XVIII века генерал-майором князем Александром Александровичем Прозоровским (1716—1769), женатым в первом браке на княжне Марии Сергеевне Долгоруковой (1719—1763), дочери князя С.П. Долгорукова. Далее переходит его сыну генерал-майору князю Петру Александровичу Прозоровскому (? — 1824), бывшему в первом браке с А. Е. Волынской. В первой половине XIX века имением владел генерал-майор А. Н. Дубровин, далее его сын полковник А. А. Дубровин (1843–?), женатый на Ек. Д. Энгельгардт (1861—?). Во второй половине столетия усадьбой владел сапожковский уездный предводитель дворянства действительный статский советник П. С. Шиловский (1827—1909), женатый на балерине Прасковье Лебедевой (1839—1917). В 1910 году — лекарь М. А. Игнатьев (1858—?) женатый на Ел. Д. Энгельдгардт. В имении Игнатьевых было устроено образцовое хозяйство, занятое полеводством, плодоводством, скотоводством, лесоводством и работали ремонтные мастерские.
Со второй половины XIX века и в начале XX века ещё одна усадьба в селе принадлежала помещику Хомякову, в 1857 году им была открыта школа для мальчиков.
Сохранилась действующая церковь Покрова Богородицы 1779—1789 годов постройки в стиле классицизм, построенная братом княгини А. Е. Прозоровской прапорщиком З. Е. Волынским и совладельцем села Ф. М. Леонтьевым, вместо прежней деревянной, с более поздними перестройками в духе эклектики.
В 1905 году село являлось административным центром Покровской волости Ряжского уезда и имело 567 дворов при численности населения 3698 человек.

## Население
| 1859 | 1897  | 1906  | 2010 |
| ---- | ----- | ----- | ---- |
| 3474 | ↘3271 | ↗3698 | ↘562 |

## Транспорт и связь
В селе имеется одноимённое сельское отделение почтовой связи (индекс 391923).

## Известные уроженцы
- Аксёнов, Павел Васильевич (1899—1991) — советский партийный деятель, отец писателя В. П. Аксёнова.
- Архипкин, Иван Романович (1924—1987) — танкист, полный кавалер Ордена Славы.

## Фотографии

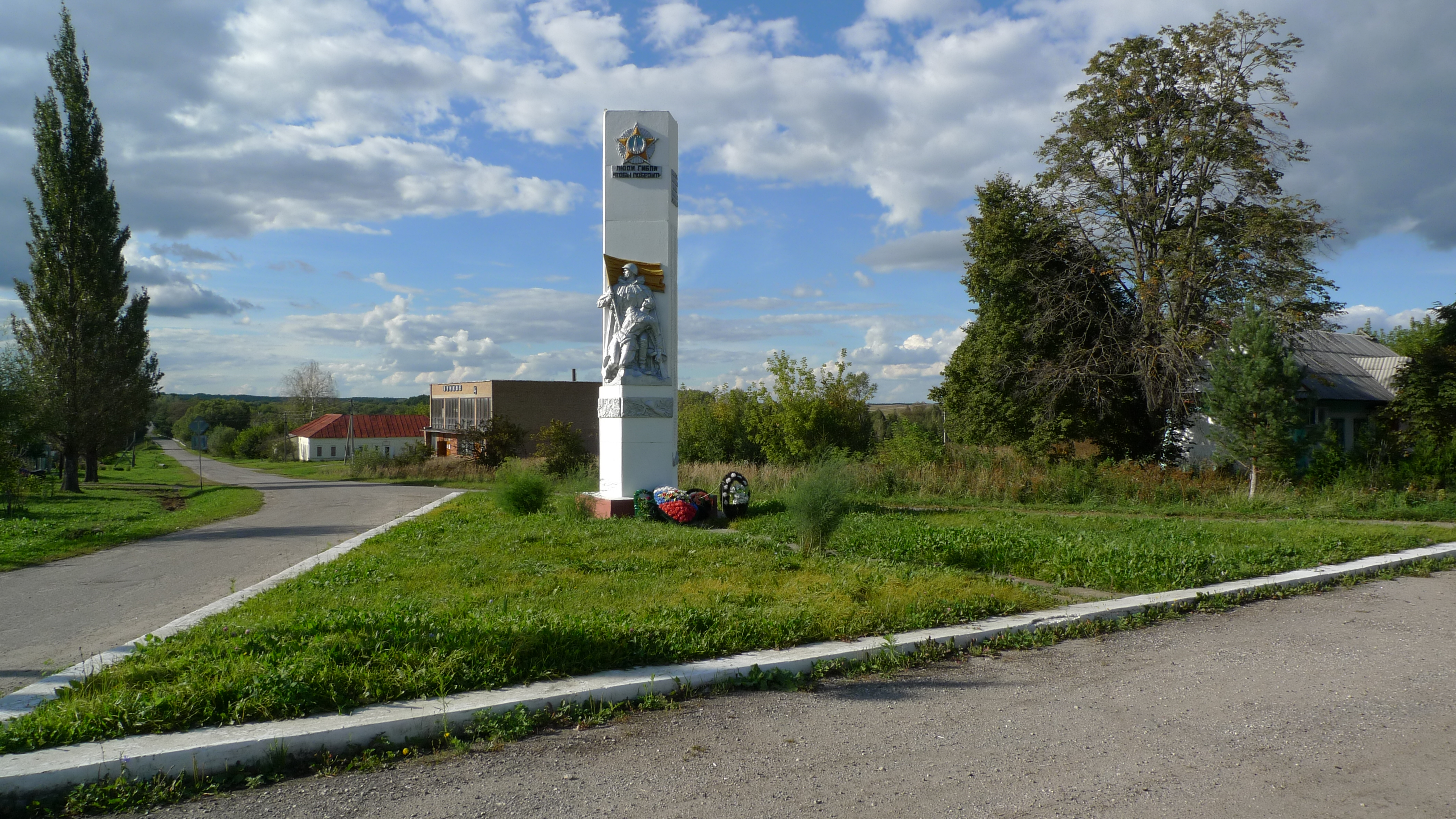
Памятник погибшим солдатам в Великой Отечественной войне села Покровское
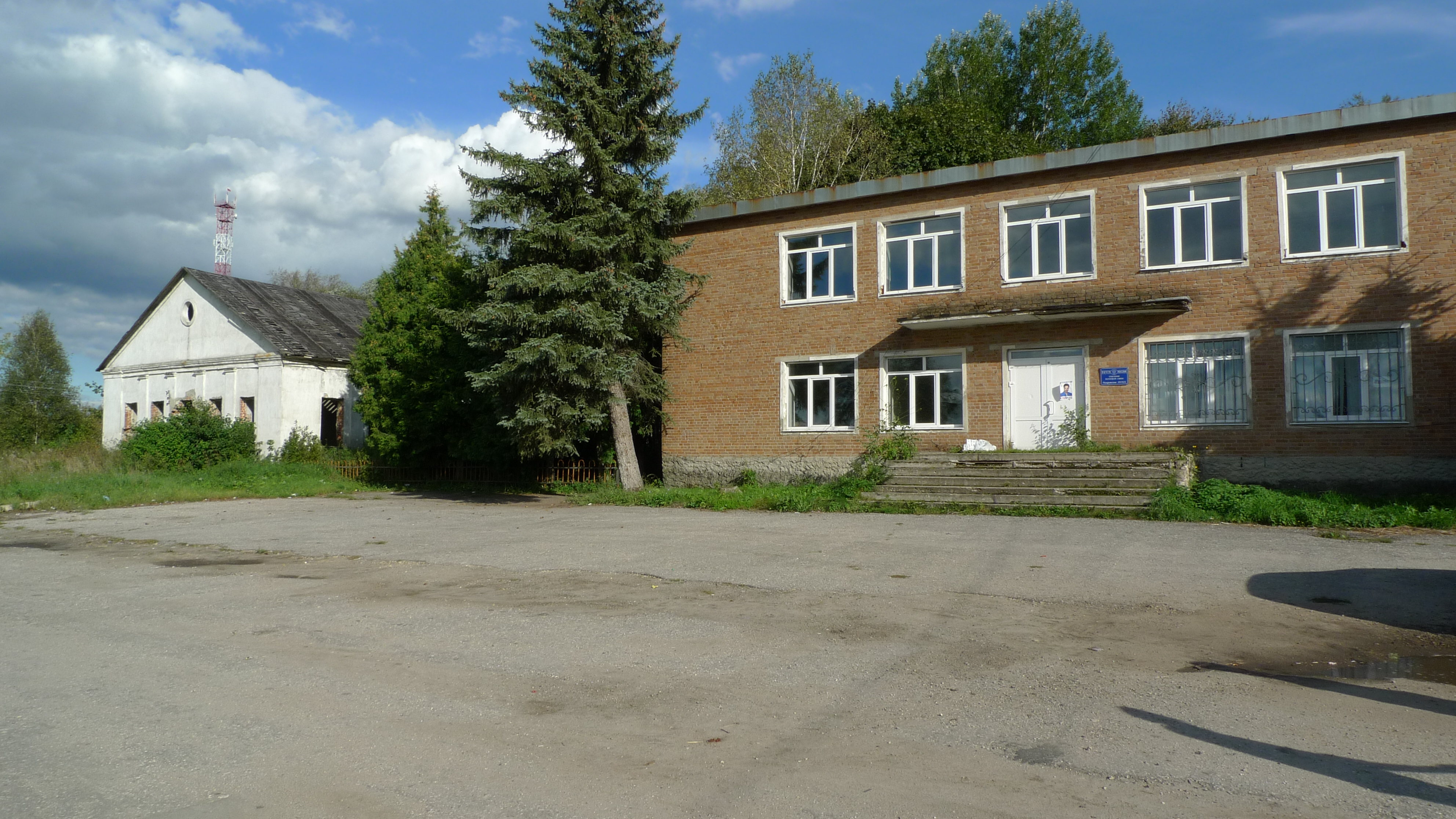
Почтовое отделение №391923
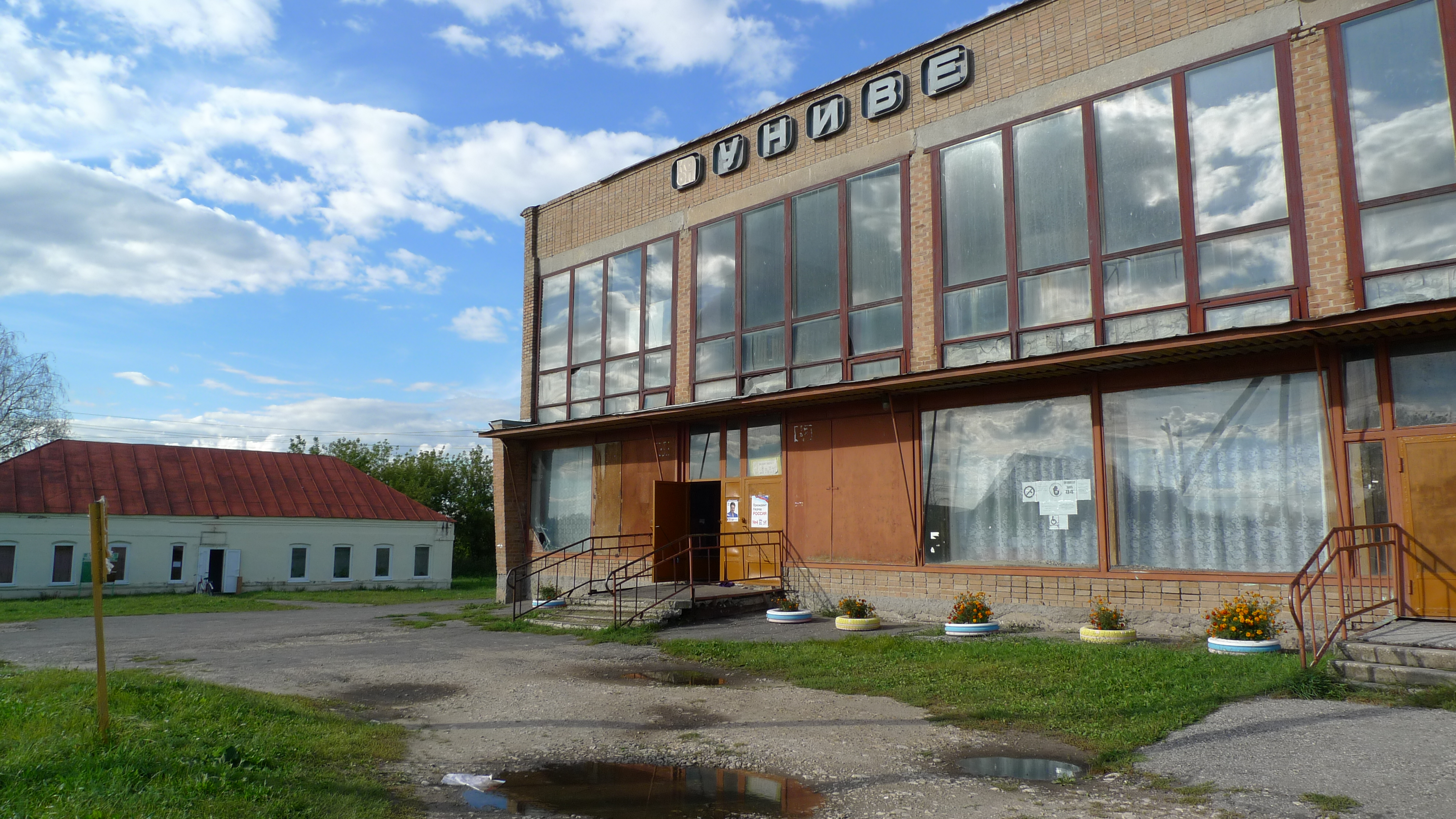
Центральный магазин (Универмаг) и библиотека (на заднем плане)
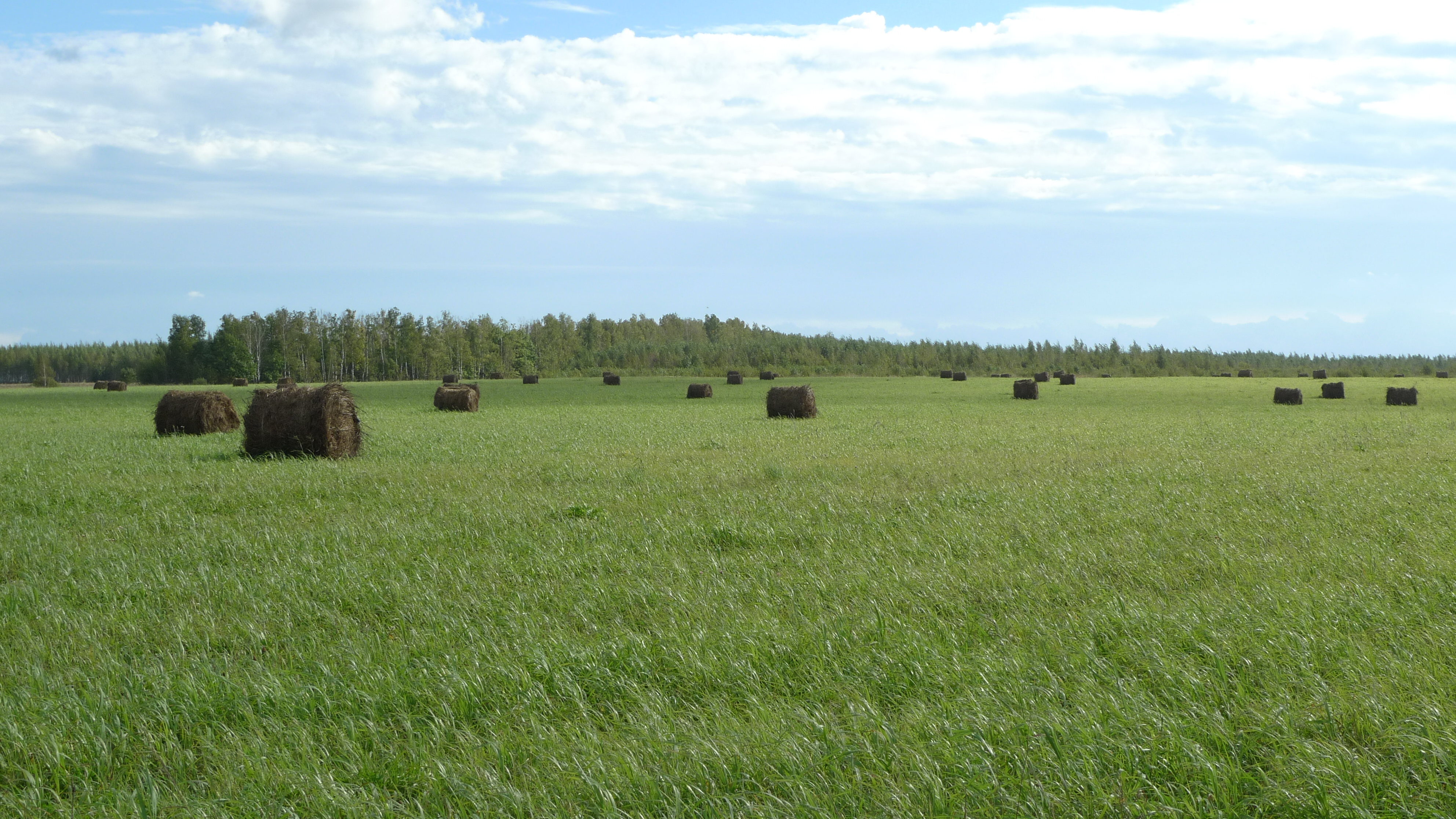
Сенокосное поле